# HNK Sloga Uskoplje
HNK Sloga Uskoplje je hrvatski nogometni klub iz Uskoplja u Bosni i Hercegovini.

## Povijest kluba

### Od osnutka do 1991.
Povijest klupskog nogometa u Uskoplju počela je davne 1946. godine kada su, u rujnu, te godine zaljubljenici ovog sporta Nikola Juričević, Ante Tomić, Ivo Bradić, Stipo Smoljić i drugi, formirali Nogometni klub Sloga. Prve dvije godine Sloga nije nastupala u natjecanjima, igrali su prijateljske utakmice s momčadima iz susjednih gradova Bugojna, Travnika, Novog Travnika, da bi od 1948. godine sudjelovao u natjecanjima u zeničkom, sarajevskom i lašvanskom podsavezu. Prvu utakmicu Sloga je odigrala 20. ožujka 1947. protiv Iskre iz Bugojna. Prvi stadion u Uskoplju sagrađen je 1949. godine (na mjestu tvornice Borac, danas Vintex). Zahvaljujući Ivi Bradiću, uskopaljskom krojaču, koji je već tih godina bio povjerenik NK Dinama iz Zagreba, Sloga je od tog poznatog maksimirskog kluba dobila prvu kompletnu garnituru športske opreme. 
Okosnicu te momčadi, ranih pedesetih godina, činili su Zvonko i Hrvoje Malinar, Stipo Đikić, Ljubo Smoljić, Zrinko Kovačević, Nikola Juričević, Ivica Smoljić, Sulejman Riđal, Fahrija Hadžiabdić, Tahir Alić. Ozbiljan rad i entuzijazam donosio je dobre rezultate tako da je Sloga postala stabilan ligaš. U sezoni 1958./59. Sloga je zauzela treće mjesto u Podsaveznoj ligi Sarajevo. Sloga je najbolje rezultate imala krajem sedamdesetih i početkom osamdesetih godina kada je bila jedna od najboljih momčadi u Regionalnoj ligi – Jug odnosno Centar nakon što je 1986. godine došlo do reorganizacije natjecanja. 
Dobre sportske rezultate pratio je kvalitetan rad Uprave tako da je 1979. godine završen moderan stadion Košute sa svlačionicama, tribinama, atletskom stazom i ostalom neophodnom infrastrukturom koja je omogućavala kvalitetan rad svih selekcija u klubu. U to vrijeme omladinska momčad Sloge bila je najbolja u zeničkom podsavezu. Mladi nogometaši Sloge bili su i pobjednici kupa zeničke regije u konkurenciji tadašnjih prvoligaša Čelika iz Zenice i Iskre iz Bugojna. Trener te omladinske momčadi bio je prof. David Perić, a jedan od najboljih igrača bio je Borislav Posavac.

### Nakon rata
Ratne 1994. godine, 27. veljače, održana je obnoviteljska skupština Sloge s ciljem uključivanje u natjecanje u okviru Nogometnog saveza Herceg-Bosne. Za Predsjednika kluba izabran je Ivan Šarić, a prvi poslijeratni trener bio je David Perić. Za tajnika kluba izabran je Branko Pilić, dugogodišnji sportski djelatnik. Odmah potom upućena je zamolba brigadi "dr. Ante Starčević" da oslobodi dijela vojnih obveza igrače kako bi se mogli pripremiti za natjecanje. Svjesni trenutne situacije od vojnih vlasti je traženo da se igračima omogući barem jedan trening tjedno, kako je to navedeno u dopisu kluba upućenom Zapovjedniku brigade "dr. Ante Starčević" dana 27. ožujka 1994. godine. 
Prvu utakmicu u prvom prvenstvu Herceg-Bosne Sloga je kao domaćin odigrala u Širokom Brijegu s momčadi HNK Tomislav (0:2) iz Tomislavgrada. Prva tri boda Sloga je osvojila u 3. kolu protiv momčadi NK Rakitno odigranoj u Tomislavgradu. Na kraju prvenstva koje je igrano jednokružno, Sloga je zauzela 7. mjesto u sjevernoj skupini te je trebala igrati s HNK Stolac utakmicu za 13. mjesto koja nikada nije odigrana.
Sljedeće sezone, 1994./95., Sloga je kao drugoligaš igrala finale kupa Herceg-Bosne u kojem je HNK Ljubuški bio bolji s 2:0. U sezoni 1996./97. Sloga je osvojila prvo mjesto u Drugoj ligi Herceg-Bosne bez poraza te se sljedeće dvije sezone ponovno natjecala u Prvoj ligi Herceg-Bosne. Nakon ispadanja iz Prve lige u sezoni 1998./99. Sloga se nastavlja natjecati u drugoligaškom natjecanju. Nakon reorganizacije natjecanja u sezoni 2002./03. Sloga se nastavlja natjecati u Drugoj ligi FBiH, isprva Centar 2, a zatim Jug. U Drugoj ligi Sloga ne postiže znatne rezultate u prvenstvu, a u kupu se zbog loše financijske situacije i ne natječe. Sloga se većinom borila za opstanak u društvu drugoligaša. U sezoni 2007./08. Sloga zauzima tek 13. mjesto s osvojena 33 boda.

### Novo doba
U ljeto 2008. na skupštini kluba izabire se nova uprava. Za predsjednika kluba izabran je hrvatski nogometni menadžer Marko Vukadin. Dolaskom nove uprave kluba dolazi i novi trener Bugojanac Anto Vukadin, dok njegov pomoćnik postaje dotadašnji trener seniora Sloge Zrinko Jozić. Sloga dobiva svoju kadetsku i juniorsku momčad. Prije početka sezone obnavljaju se derutne svlačionice i službene prostorija, a po prvi puta zapošljava se i oružar koji vodi brigu o terenima, športskoj opremi i prostorijama kluba.  Klupski cilj bio je ulazak u viši rang natjecanja Prvu ligu FBiH. Glavni konkurenti Sloge za prvo mjesto bili su: HNK Branitelj Mostar, čitlučki Brotnjo te Igman iz Konjica. Sloga je pripreme za proljetni dio sezone 2008./09. počela izuzetno rano za drugoligaške prilike već 8. siječnja. No, 29. siječnja Sloga odlazi na mediteransku obalu Turske, u Antaliju. U Turskoj se Sloga zadržala 12 dana i odigrala 4 pripremne utakmice sa: kazahstanskim Ordabasyem, Budućnosti iz Podgorice, sjevernokorejskim 4.25 i austrijskim bundesligašem Kapfenbergerom.
Na kraju sezone 2008./09. Sloga nije uspjela ući u Prvu ligu FBiH, a nekoliko kola prije kraja angažiran trener Ibrahim Zukanović, bivši izbornik mlade reprezentacije BiH. U sljedećoj sezoni zapažen uspjeh Sloga bilježi u kupu BiH kada je najprije u šesnaestini finala bila bolja od tadašnjeg premijerligaša Zvijezde Gradačac, a zatim je u dvije utakmice bolji bio Rudar, prijedorski premijerligaš. Sezonu 2009./10. Sloga je završila na 3. mjestu i tako ponovno propustila ulazak u najjače natjecanje u Federaciji BiH. Naredna sezona ponovno ne donosi željeni ulazak u viši rang, osvojeno je drugo mjesto, a u kupu BiH Sloga je u šesnaestini finala ispala od FK Sarajevo. U sljedećim godinama Sloga bilježi nešto lošije rezultate i uglavnom završava u sredini drugoligaške ljestvice. 
U sezoni 2020./21. Sloga po prvi put osvaja Kup Županijskog nogometnog saveza Hercegbosanske županije te ostvaruje pravo nastupa u Kupu FBiH u sezoni 2021./22. Nakon pobjeda u dva kola Kupa FBiH Sloga se plasirala u šesnaestinu finala Kupa BiH gdje je bila bolja od banjalučkog Željezničara, prvoligaša RS. U osmini finala bolji je bio mostarski Velež. I sljedeće sezone Sloga ima uspjeha u kupovima. Najprije drugu godinu za redom osvaja županijski kup, a potom prolazi dva kola u Kupu FBiH. U šesnaestini finala Kupa BiH je na Košutama poražena od premijerligaške momčadi Leotara iz Trebinja s 1:3.
Nakon osvajanja županijskog kupa i prolaska u Kupu FBiH treći put u nizu Sloga kao domaćin igra protiv FK Sarajevo (1:4) u šesnaestini finala Kupa BiH. Ova utakmica je bila prva utakmica u klupskoj povijesti na Košutama u izravnom televizijskom prijenosu.

## Uspjesi
- Kup ŽNS ŽHB:
  - Osvajač (3): 2020./21., 2021./22., 2022./23.

- Kup Herceg-Bosne:
  - Finalist (1): 1994./95.

- Druga nogometna liga Herceg-Bosne – Zapad:
  - Prvak (1): 1996./97.

## Pregled plasmana po sezonama
| Sezona    | Rang | Liga                  | Plasman | Izvori |
| --------- | ---- | --------------------- | ------- | ------ |
| 2016./17. | III. | Druga liga FBiH – Jug | 7.      | [ 10 ] |
| 2017./18. | III. | Druga liga FBiH – Jug | 5.      | [ 11 ] |
| 2018./19. | III. | Druga liga FBiH – Jug | 7.      | [ 12 ] |
| 2019./20. | III. | Druga liga FBiH – Jug | 8.      | [ 13 ] |
| 2020./21. | III. | Druga liga FBiH – Jug | 4.      | [ 14 ] |
| 2021./22. | III. | Druga liga FBiH – Jug | 3.      | [ 15 ] |
| 2022./23. | III. | Druga liga FBiH – Jug | 4.      | [ 16 ] |
| 2023./24. | III. | Druga liga FBiH – Jug | 7.      | [ 17 ] |
| 2024./25. | III. | Druga liga FBiH – Jug | –       |        |

## Nastupi u Kupu FBiH i Kupu BiH

### Kup FBiH
2010./11.
- 1. kolo: NK Maestral '95 Jajce (IV) – HNK Sloga Uskoplje 0:6[18]

2018./19.
- 1. kolo: HNK Sloga Uskoplje – FK Klis Buturović Polje (III)  1:1 (4:6 nakon jedanaesteraca)[19]

2020./21.
- 1. kolo: FK Klis Buturović Polje (III) – HNK Sloga Uskoplje 5:0[20]

2021./22.
- 1. kolo: HNK Sloga Uskoplje – NK Brekovica 78 (III) 4:2[21]
- 2. kolo: HNK Sloga Uskoplje – NK Jedinstvo Bihać (II) 0:0 (5:3 nakon jedanaesteraca)[22]

2022./23.
- 1. kolo: HNK Sloga Uskoplje – NK Rudar Kamengrad (III) 2:1[23]
- 2. kolo: HNK Sloga Uskoplje – NK Travnik (II) 2:0[24]

2023./24.
- 1. kolo: NK Sloga Gornji Vakuf (IV) – HNK Sloga Uskoplje 1:4[25]
- 2. kolo: HNK Sloga Uskoplje – FK Gornji Rahić (II) 2:1[26]

### Kup BiH
2009./10.
- šesnaestina finala: HNK Sloga Uskoplje – NK Zvijezda Gradačac (I) 2:2 (7:6 nakon jedanaesteraca)[27]
- osmina finala: HNK Sloga Uskoplje – FK Rudar Prijedor (I) 1:2;[28] 0:1[29]

2010./11.
- šesnaestina finala: FK Sarajevo (I) –  HNK Sloga Uskoplje 2:1[30]

2021./22.
- šesnaestina finala: HNK Sloga Uskoplje – FK Željezničar ST Banja Luka (II) 1:0[31]
- osmina finala: HNK Sloga Uskoplje – FK Velež Mostar (I) 0:6[32]

2022./23.
- šesnaestina finala:  HNK Sloga Uskoplje – FK Leotar Trebinje (I) 1:3[33]

2023./24.
- šesnaestina finala:  HNK Sloga Uskoplje – FK Sarajevo (I) 1:4[34]

## Poznati igrači i treneri
- Berislav Miloš
- Igor Ilić
- Phil Jackson Ibarguen Sanchez
- Ibrahim Zukanović
- Filip Arežina
- Ivan Tirić
- Nebojša Popović
- Marin Jurina
- Filip Dujmović
- Anđelko Kvesić
- Siniša Oreščanin

## Omladinska škola
Slogina omladinska škola okuplja mladiće od 7 do 18 godina koji se natječu u četiri selekcije. Najmlađa selekcija nastupa u županijskoj ligi koja se igra turnirski. Pioniri i početnici se natječu u Međužupanijskoj ligi HBŽ i ZHŽ, a kadeti se natječu u Kadetskoj ligi HNŽ. Juniorska i kadetska momčad su se između 2008. i 2018. natjecale u Omladinskoj ligi BiH – Jug. U sezoni 2008./09. kadeti su osvojili prvo mjesto u ligi, a juniori sezonu kasnije. U sezoni 2009./10. juniori Sloge su igrali doigravanje za ulazak u Omladinsku Premijer ligu BiH protiv Rudara iz Kaknja gdje su poraženi s ukupnih 4:2 (3:1, 1:1). Pionirska momčad Sloge je u sezoni 2008./09. igrala doigravanje za prvak Bosne i Hercegovine kao prvak ŽNS HBŽ. 
Mlađe uzrasne kategorije Sloge su u nekoliko navrata na turnirima u Austriji, Danskoj, Francuskoj, Nizozemskoj i Njemačkoj osvajali prva mjesta.

## Vanjske poveznice
- Službena web-stranica
- Arhivirana web-stranica